# Evedzhyuk
Evedzhyuk är en ort i Azerbajdzjan.   Den ligger i distriktet Qusar Rayonu, i den nordöstra delen av landet, 170 km nordväst om huvudstaden Baku. Evedzhyuk ligger 694 meter över havet och antalet invånare är 863.
Terrängen runt Evedzhyuk är kuperad åt sydväst, men åt nordost är den platt. Närmaste större samhälle är Quba, 15,7 km sydost om Evedzhyuk. 
Trakten runt Evedzhyuk består till största delen av jordbruksmark. Runt Evedzhyuk är det ganska glesbefolkat, med 48 invånare per kvadratkilometer.